# المسيحية في بوروندي

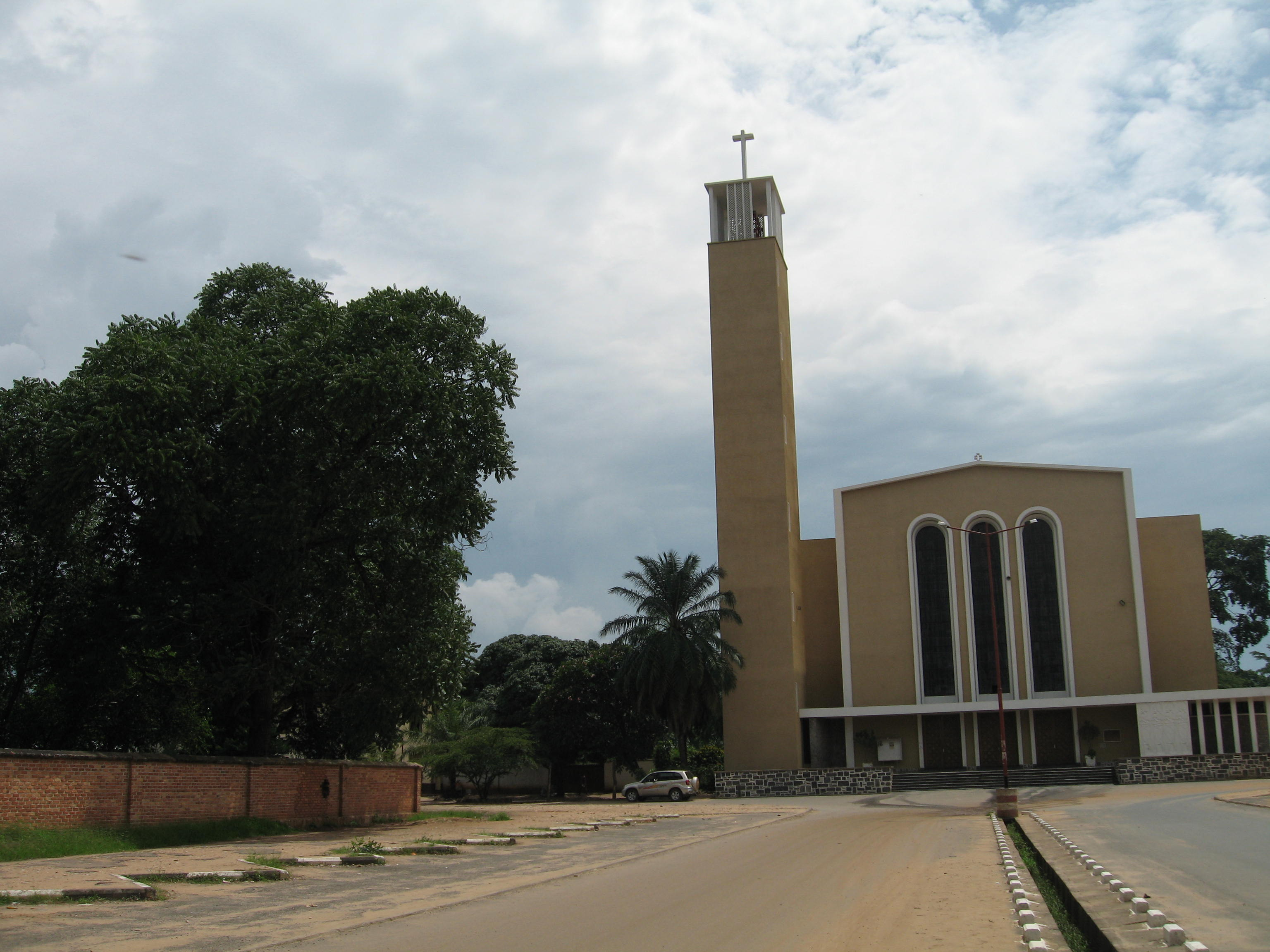
كاتدرائية بوجومبورا الكاثوليكيَّة.

المسيحية في بوروندي هي الديانة الغالبة، ويقدر مركز بيو للأبحاث أعداد المسيحيين بحوالي 94.1% من السكان، منهم 65% هم من أتباع الكنيسة الرومانية الكاثوليكية وحوالي 26% من أتباع الطوائف البروتستانتية. وتضم بوروندي على أعلى نسبة من الكاثوليك في شرق أفريقيا. وهي واحدة من البلدان في القارة الأفريقية ذات أغلبية سكانيَّة كاثوليكيَّة، إلى جانب رواندا وجمهورية الكونغو الديمقراطية وغيرها.
وصلت المسيحية لأول مرة في البلاد في ظل الحكم الإستعماري الأوروبي بين عام 1890 وعام 1962 وما زالت المسيحية تمتع بشعبيَّة في البلاد، خلال الحكم الألماني بين عام 1894 وعام 1916، كانت المسيحية ديانة أقلية في البلاد. وفي بداية الحكم البلجيكي بين عام 1916 وعام 1962 كان هناك 7,000 مسيحي في البلاد بأكملها. ونمت أعداد المسيحيين بسرعة خلال فترة ما بين الحربين العالميتين عندما شجعت السلطات البلجيكية على انتشار المسيحية، وخاصةَ المذهب الكاثوليكي، كجزء من مهمة «نشر الحضارة». وظلت المسيحية تتمتع بشعبيَّة بعد الاستقلال في عام 1962. ومن بين المسيحيين الملتزمين، الرئيس بيير نكورونزيزا، والزعيم السابق للمتمردين أثناء الحرب الأهلية البوروندية، هو بروتستانتي متجدّد.

## تاريخ

### الحقبة الإستعمارية

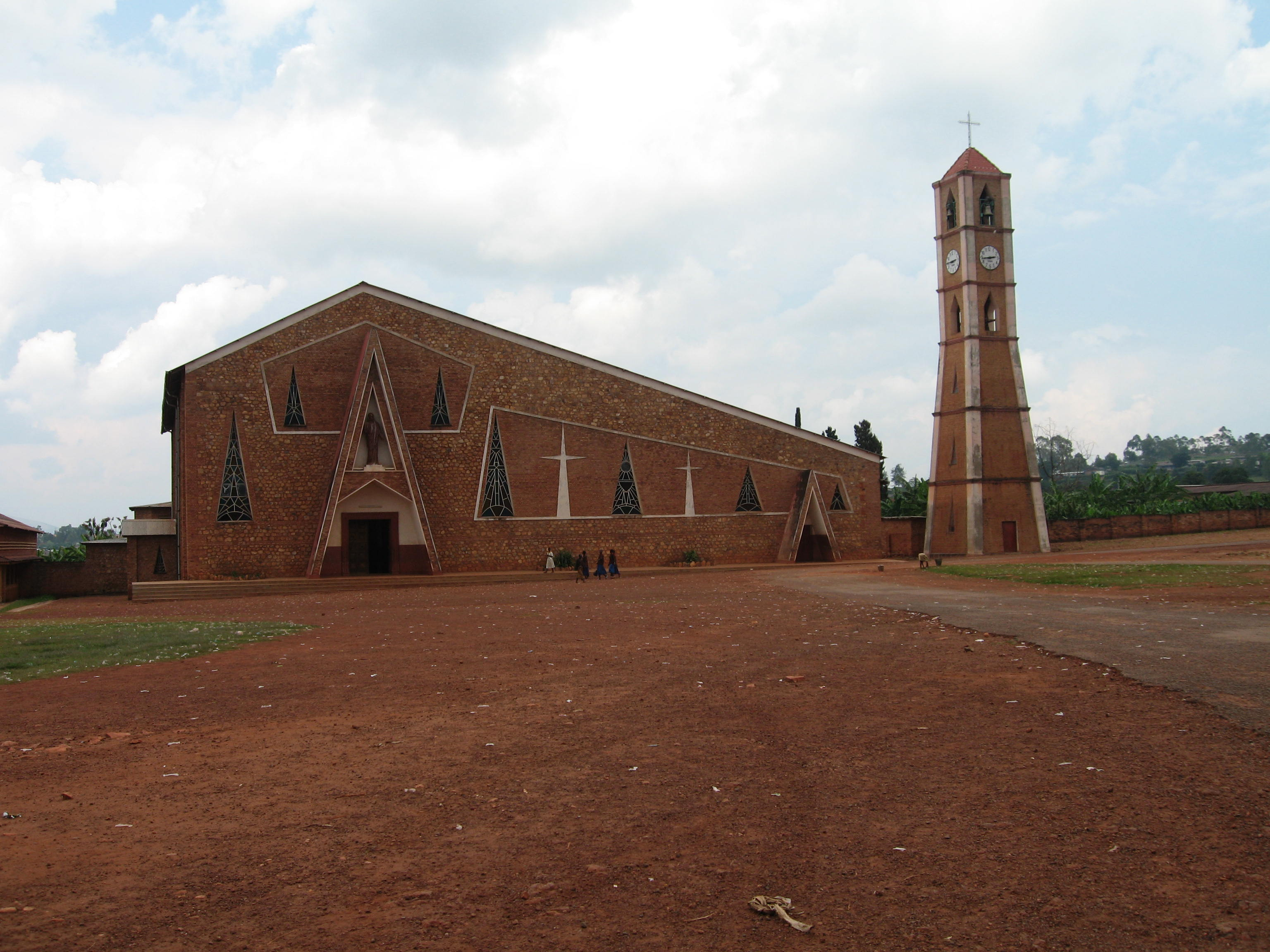
كنيسة غيتيغا الكاثوليكيَّة.

وصلت أوائل البعثات المسيحية في عام 1879، ولكن تم قتل المبشرين من قبل السكان المحليين، كما ولم يكن لملك بوروندي الذي حكم البلاد خلال عام 1908 لديه اهتمام في اللاهوت الأجنبي أو الأديان المستوردة. ووصلت البعثات المسيحية بشكل أكبر إلى بوروندي في أوائل القرن العشرين، وذلك خلال حقبة الحكم الإستعماري الألماني، وتبعتها حقبة الحكم الإستعماري البلجيكي. خلال الحكم الألماني بين عام 1894 وعام 1916، كانت المسيحية ديانة أقلية في البلاد. وفي بداية الحكم البلجيكي بين عام 1916 وعام 1962 كان هناك 7,000 مسيحي في البلاد بأكملها. ووصل المبشرين الكاثوليك والبروتستانت في العقدين الأولين من القرن العشرين، في حين شهد عقد 1920 وصول المبشرين من أتباع الكنيسة المعمدانية، وفي عقد 1930 وصل المبشرين من أتباع الكنيسة الميثودية والأنجليكانية للبلاد. وكانت هذه البعثات تشارك عن كثب مع المشروع الإستعماري.

### الاستقلال
بعد استقلال بوروندي، كانت للمسيحية مشاركة عميقة في الحياة السياسيَّة لبوروندي، وهي بلد يبلغ عدد سكانه حوالي 11 مليون نسمة وواحدة من أكثر الدول اكتظاظا بالسكان في أفريقيا. وقد طُلب من المؤسسات الدينية في بوروندي المساعدة في علاج الانقسامات الاجتماعية، والمساعدة في إنهاء الفوضى المدنية بعد الاغتيالات السياسية، والجروح للعنف الجماعي، ولكن تم انتقاد الكنيسة أيضاً. حيث وفقاً للبعض، مثل الأستاذ ومدير مركز الدراسات الأفريقية تيموثي لونجمان، أنّ المسؤولين الإستعماريين والمبشرين المسيحيين افترضوا أن الناس في الأراضي المحتلة حديثًا «متوحشون وفوضويين»، والتي أدت إلى الانقسامات العرقيَّة داخل المجتمع البوروندي، ووفقاً له قاموا بالافتراض أنَّ «شعوب العالم يمكن أن تنقسم بدقة إلى فئات وفئات فرعية» من أجل تحويلها إلى المسيحية بشكل تنافسي. وعلى الرغم من ذلك لم يقم المبشرين بابتكار هوية الجماعات العرقية، لأنها كانت موجودة من قبل. ومع ذلك فقد خلقوا أهمية عنصرية لم تكن وجودة من قبل، والتي أدَّت إلى خلق انقسامات عن غير قصد.

### الوضع الحالي

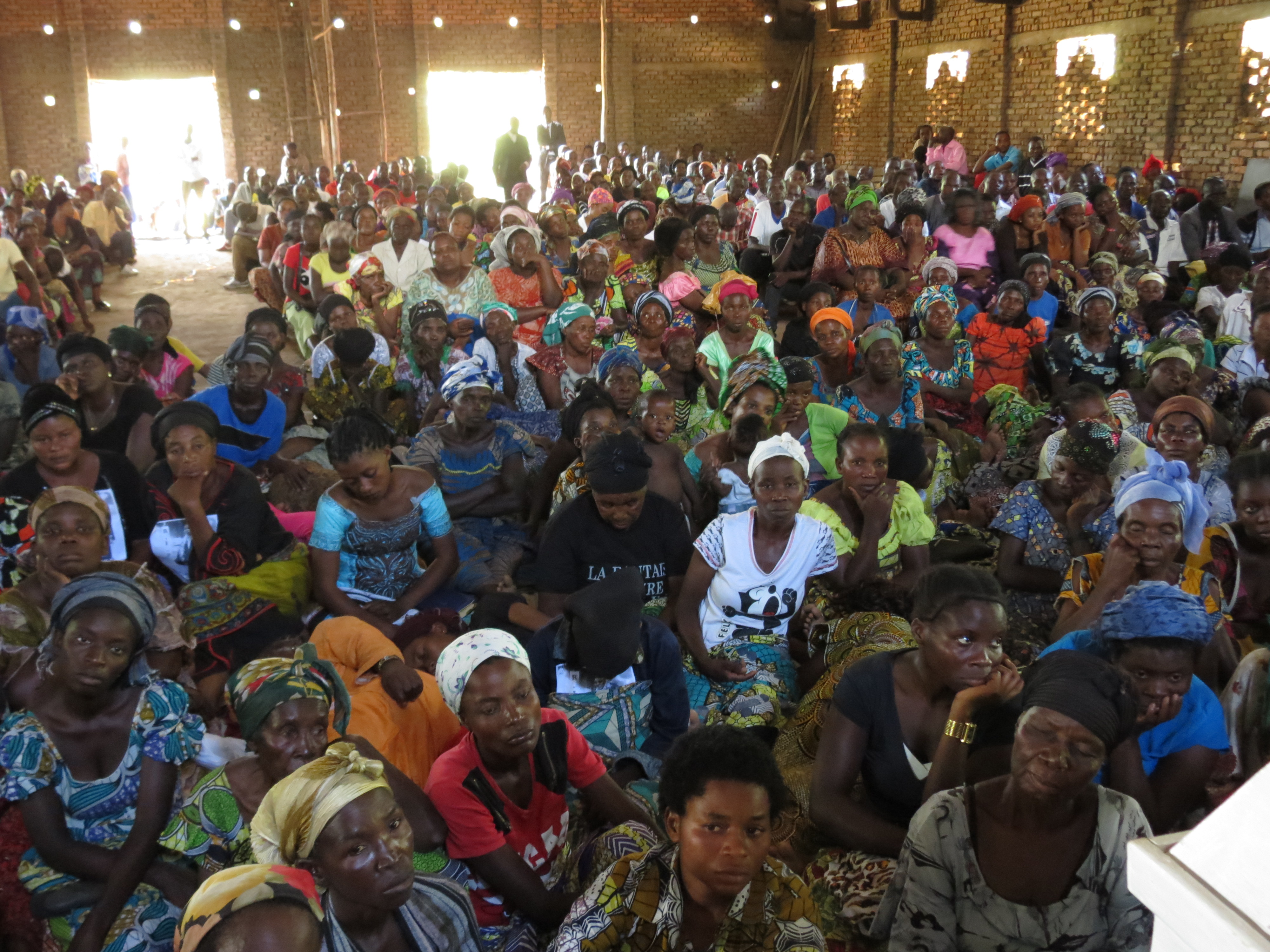
نساء كاثوليكيات خلال قداس في كنيسة في بوجومبورا.

كانت التحول للكاثوليكية في بوروندي شائعاً على وجه الحصر بين شعب الهوتو، والذين يشكلون الأغلبية السكانيَّة في بوروندي، علماً أنهم لم يكونوا من الحكام ولا جزءًا من النخبة الاقتصادية. في المقابل، نشط المبشرين البروتستانت بين النخبة في البلاد المكونة من أقلية التوتسي. وفقاً لتيموثي لونجمان أدت الافتراضات حول الاختلافات العرقيَّة إلى الممارسات التمييزيَّة والتوزيع المشكوك فيه للممتلكات. وفي عصر ما بعد الإستعمار المعاصر، ضمت محافظة غيتيغا كرسي ومقر رئيس الأساقفة، ويصل تعداد الكاثوليك حوالي أربعة ملايين، ويتوزعون على سبعة أبرشيات وأسقفيتين. وتشير الإحصائيات إلى نمو وانتشار البروتستانتية الإنجيلية في البلاد.
على الرغم أن المصادر المختلفة تبين أنَّ غالبية سكان بوروندي من أتباع الديانة المسيحية، لكن لا يوجد إجماع حول الحجم الدقيق لتعدادهم أو نسبتهم. قدرَّت وزارة خارجية الولايات المتحدة في عام 2010 أنَّ 75% من البورونديين من المسيحيين، منهم حوالي 60% كاثوليك وحوالي 15% بروتستانت. وفقاً لتقديرات مركز بيو للأبحاث عام 2010، فإن المسيحيين يمثلون 94.1% من السكان ومنهم 65% من الكاثوليك وحوالي 26% من البروتستانت. وينقسم المسيحيين البورونديين إلى كنائس منفصلة، وغالباً ما تكون صغيرة جداً، والتي تختلف حسب المعتقد الديني. وفقاً لتقدير عام 2014، تضم البلاد حوالي 557 كنيسة مسيحية مختلفة في البلاد. وعلى الرغم من أن بوروندي دولة علمانية رسمياً، تعتبر العديد من الاحتفالات الدينية المسيحية أعياد وطنيَّة وهذا يشمل عيد الصعود وعيد الإنتقال وكذلك عيد الميلاد. وفقًا لدراسة المؤمنون في المسيح من خلفية مسلمة: إحصاء عالمي وهي دراسة أجريت من قبل جامعة سانت ماري الأمريكيّة في تكساس سنة 2015 وجدت أنَّ حوالي 2,000 مواطن مُسلم تحول إلى المسيحية في بوروندي.